# Rosa beauvaisii
Rosa beauvaisii es una especie de planta del género Rosa, de la familia Rosaceae.

## Taxonomía
Rosa beauvaisii fue descrita por Cardot en 1916.

## Distribución
Se encuentra en el territorio de Vietnam.